# Liste der Einträge im National Register of Historic Places im Washakie County

Lage des Washakie County in Wyoming

Die Liste der Einträge im National Register of Historic Places im Washakie County in Wyoming führt alle Bauwerke und historischen Stätten im Washakie County auf, die in das National Register of Historic Places aufgenommen wurden.

## Legende
| NRHP | Historic Place    |
| HD   | Historic District |

## Aktuelle Einträge
| [ 2 ] | Name                   | Bild                   | Eintragsdatum                 | Lage                                                                         | Ort        | Beschreibung |
| ----- | ---------------------- | ---------------------- | ----------------------------- | ---------------------------------------------------------------------------- | ---------- | --- |
| 1     | Ainsworth House        | Ainsworth House        | 11. Sep. 1986 ID-Nr. 86002321 | Spring Creek Rd. 43° 47′ 47″ N, 107° 18′ 53″ W                               | Big Trails | Ainsworth House (Big Trails) |
| 2     | Emerson Parks House    | Emerson Parks House    | 16. Mai 2016 ID-Nr. 16000265  | 504 2nd St. 44° 2′ 3″ N, 107° 26′ 40″ W                                      | Ten Sleep  | |
| 3     | James T. Saban Lookout | James T. Saban Lookout | 15. Nov. 2016 ID-Nr. 16000781 | rund 1 km südwestlich von US 16 & Forest Rd. 429 44° 8′ 58″ N, 107° 12′ 9″ W | Ten Sleep  | Auch bekannt als High Park Lookout, im Bighorn National Forest, im Jahr 2015 umbenannt nach einem Feuerwehrmann, der im Blackwater Fire 1937 ums Leben gekommen ist |
| 4     | Ten Sleep Mercantile   | Ten Sleep Mercantile   | 11. Sep. 1986 ID-Nr. 86002324 | Kreuzung 2nd St. und Pine St. 44° 2′ 7″ N, 107° 27′ 1″ W                     | Ten Sleep  | Auch bekannt als Ten Sleep Hardware |
| 5     | Worland House          | Worland House          | 27. Feb. 1986 ID-Nr. 86000310 | 520 Culbertson 44° 0′ 52″ N, 107° 57′ 42″ W                                  | Worland    | |
| 6     | Worland Ranch          | Worland Ranch          | 5. März 1992 ID-Nr. 92000123  | Kreuzung von US 20 und Wyoming Highway 433 44° 0′ 58″ N, 107° 58′ 53″ W      | Worland    | Historische Ranch, gegründet von C.F. „Dad“ Worland, dem Namensgeber der Stadt Worland                                                                              |

## Belege
1. ↑  National Register of Historical Places – WYOMING (WY), Washakie County. Abgerufen am 17. März 2021.
2. ↑  Die Nummerierung in dieser Listenspalte ist an der vom National Park Service vorgelegten Reihenfolge der Einträge orientiert; die Farben unterscheiden verschiedene Schutzgebietstypen des Nationalparksystems mit landesweiter Bedeutung (z. B. National Historic Landmarks) von den sonstigen Einträgen im National Register of Historic Places.